# پیچنیس
پیچِنیس (ترکی آذربایجانی: Piçənis؛ واکونیس ارمنی: Վակունիս) یک منطقهٔ مسکونی در جمهوری آذربایجان است که در شهرستان لاچین واقع شده است. این روستا پیشتر در استان کاشاتاق جمهوری آرتساخ واقع شده بود.

## تاریخ
این روستا در سرزمین‌های ارمنی اطراف قره‌باغ واقع شده بود و در اوایل دههٔ ۱۹۹۰ تحت کنترل نیروهای ارمنی قرار گرفت. پس از آن، روستا بخشی از جمهوری آرتساخ و در استان کاشاتاق آن به نام واکونیس (ارمنی: Վակունիս) شناخته می‌شد. این روستا به‌عنوان بخشی از توافقنامه آتش‌بس ناگورنو قره‌باغ به آذربایجان بازگردانده شد.

## مکان‌های تاریخی
مکان‌های تاریخی در این روستا و اطراف آن شامل یک روستای قرون وسطایی، روستای قرون وسطایی Aghjayaz (ارمنی: Աղջայազ)، دو چلیپاسنگ قرن ۱۳، یک خاچکار قرن ۱۵/۱۶، یک کلیسای قرن ۱۷، یک سنگ قبر قرن ۱۷/۱۸، یک قبرستان قرن ۱۹ و یک مقبرهٔ قرن ۱۹ است.